# Esqui freeride

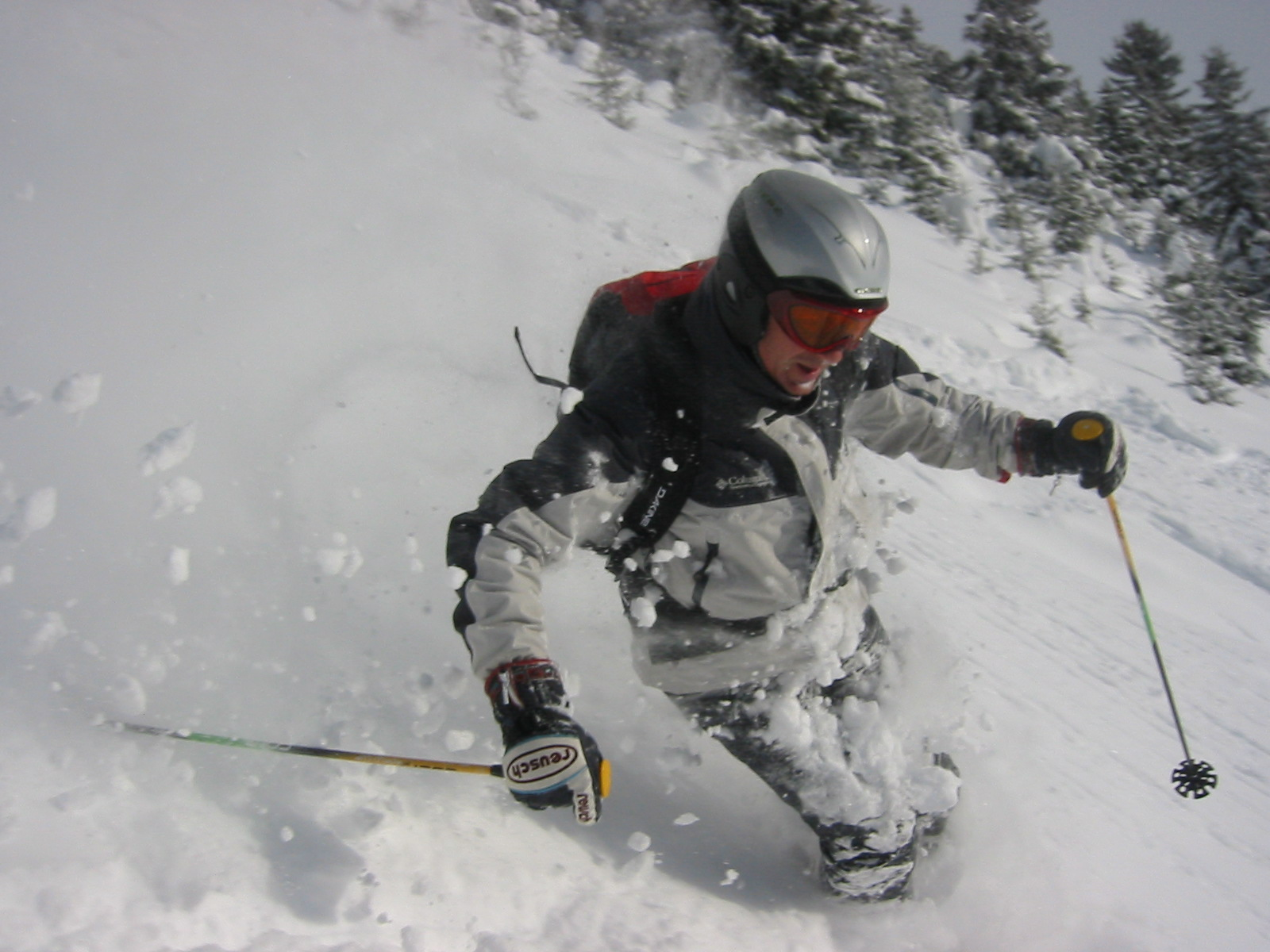
Freeride

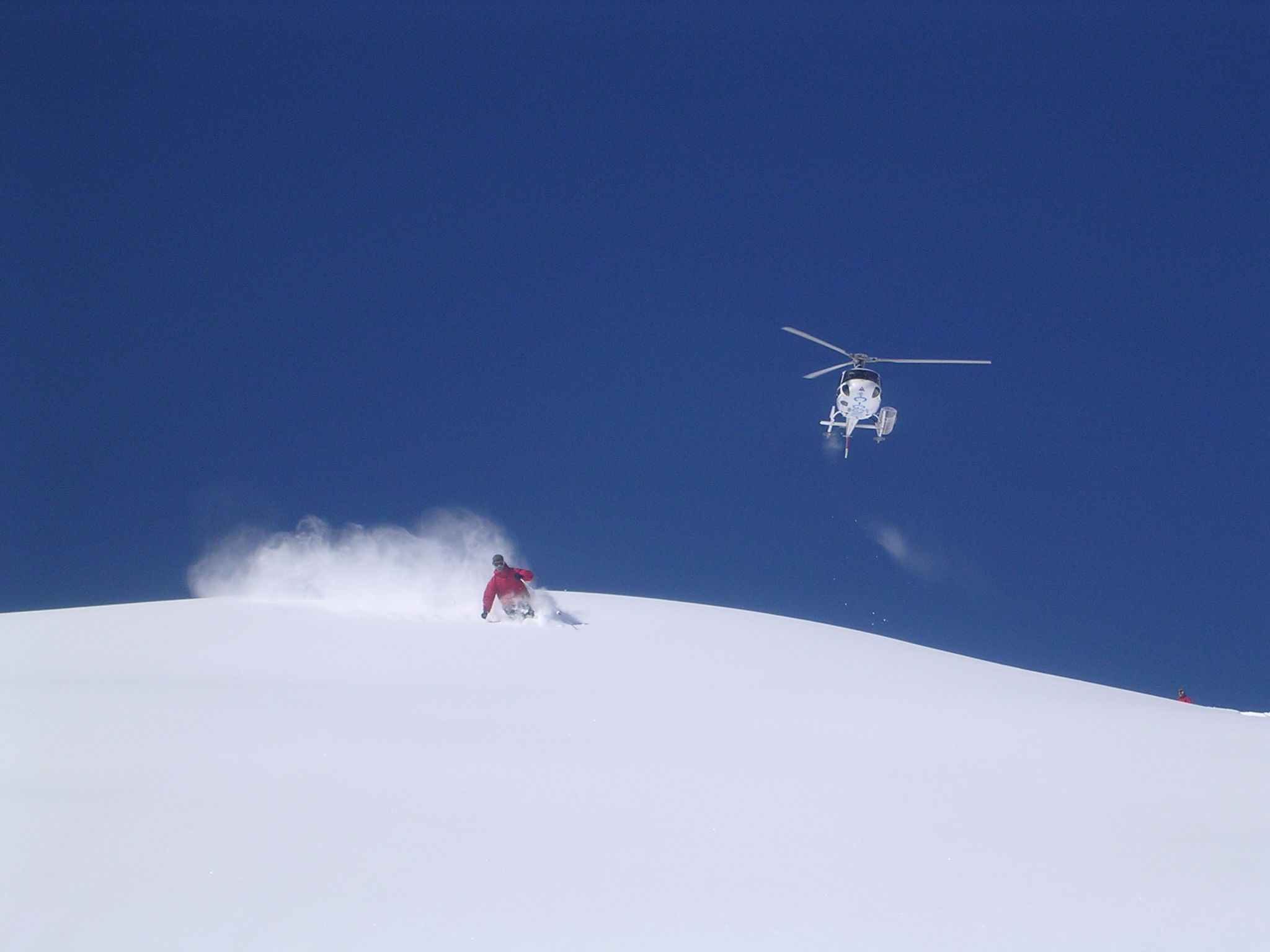
Praticante de freeride largado por heli-esqui.

O esqui freeride consistiu originalmente na prática de qualquer meio de deslizamento na neve (esqui, snowboard, BTT, motocicleta, moto de neve, etc) fora de qualquer quadro formal, geralmente associado ao prazer de percorrer os grandes espaços naturais virgens, da tomada de riscos e da ausência de competição.
O freeride de qualquer natureza é um desporto radical que exige um intenso esforço físico. Hoje o freeride é disputado como qualquer outro desporto radical, com competições e demonstrações. A chegada aos locais de partida das descidas é muitas vezes feita por heli-esqui.
Hoje é praticado sobretudo como variante de snowboard.